# 1955 en arts plastiques
| Années des arts plastiques : 1952 - 1953 - 1954 - 1955 - 1956 - 1957 - 1958    |
| Décennies des arts plastiques : 1920 - 1930 - 1940 - 1950 - 1960 - 1970 - 1980 |

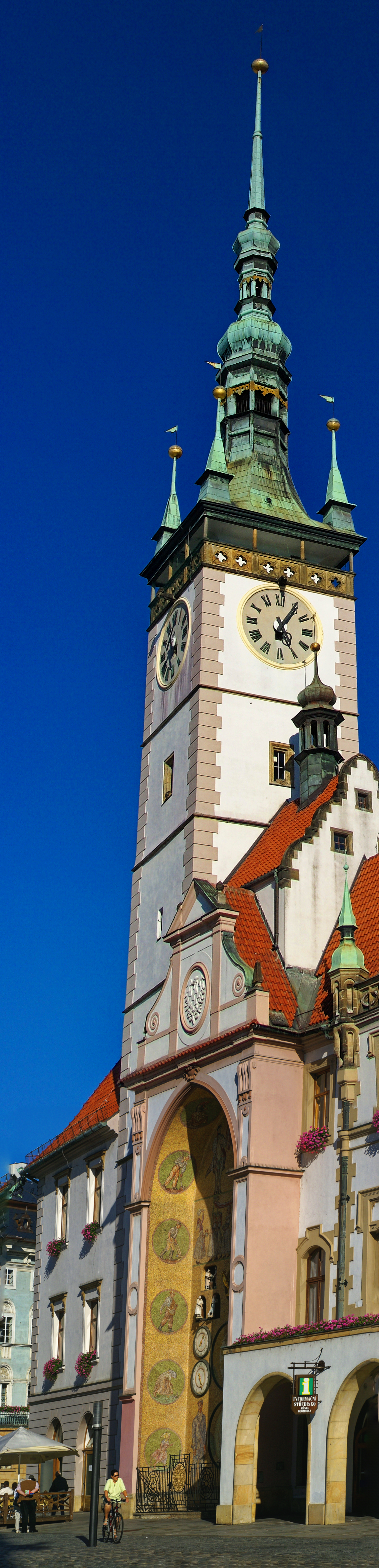

Cette page concerne l'année 1955 en arts plastiques.

## Œuvres
- Nu couché bleu, huile sur toile de Nicolas de Staël.

## Événements
- Création par Arnold Bode, peintre et professeur d'art, de la documenta, exposition d'art moderne et contemporain qui se tient tous les cinq ans à Cassel,
- Juillet : Exposition d’art moderne en plein air : défi au soleil de mi-été, première exposition publique du groupe Gutai (具体?), mouvement artistique d'avant-garde japonais fondé l'année précédente.

## Naissances
- 15 janvier : Salavat Chtcherbakov, sculpteur soviétique puis russe,
- 21 janvier :
  - Andreas Gursky, photographe allemand,
  - Jeff Koons, peintre américain,
- 15 février : Daniel Viéné, peintre français († 30 août 2013),
- 22 mars : Jacques Coulais, peintre français († 25 juin 2011),
- 23 mars : Angelo Froglia, peintre italien († 11 janvier 1997),
- 19 juin : Gérard Trignac, dessinateur, illustrateur, peintre et graveur français,
- 12 juillet : Leonid Afremov, peintre israélien d'origine biélorusse († 19 août 2019),
- 23 août : Manasie Akpaliapik, sculpteur canadien,
- 28 septembre : Angie Anakis, peintre, lithographe, photographe, architecte et designeuse française,
- ? octobre : Ibrahima Kébé, peintre sénégalais († 8 septembre 2019),
- 5 novembre : Tomek Steifer, peintre, graphiste, peintre héraldiste et généalogiste polonais († 8 octobre 2015),
- 25 novembre : Patrick Crombé, sculpteur belge,
- 25 décembre : Marc Taraskoff, peintre et illustrateur français († 2 mars 2015),
- Wendy Nanan, peintre, sculptrice et graveuse trinidadienne,
- Marc Perez, peintre, graveur et sculpteur français.

## Décès
- 7 janvier :
  - Alfred Bastien, peintre belge (° 16 septembre 1873),
  - Lamorna Birch, peintre et aquarelliste britannique (° 7 juin 1869),
- 14 janvier : Jan Dědina, peintre austro-hongrois puis tchécoslovaque (° 1er septembre 1870),
- 15 janvier : Yves Tanguy, peintre américain d'origine française (° 5 janvier 1900),
- 23 janvier : Vilmos Perlrott-Csaba, peintre et illustrateur hongrois (° 2 février 1881).
- 24 janvier : Maurice Del Mue, peintre américain (° 24 novembre 1875).
- 22 février : Gerhard von Haniel, peintre allemand (° 19 septembre 1888),
- 7 mars : Alphonse Quizet, peintre français (° 13 mars 1885),
- 8 mars : Robert Poughéon, peintre, illustrateur et conservateur de musée français (° 18 juillet 1886),
- 16 mars : Nicolas de Staël, peintre français d'origine russe (° 5 janvier 1814),
- 18 mars : Jules Ausset, peintre français (° 3 décembre 1868),
- 19 mars : William Ritter, critique, journaliste et écrivain suisse (° 31 mai 1867),
- 3 avril : Karl Hofer, peintre allemand (° 11 octobre 1878),
- 17 avril : Charles-Henri Contencin, peintre français (° 28 janvier 1898),
- 25 avril :
  - Paul Basilius Barth, peintre et dessinateur suisse (° 24 octobre 1881),
  - José Moreno Villa,  archiviste, bibliothécaire, poète, écrivain, journaliste, critique, historien de l'art, documentaliste, dessinateur et peintre espagnol (° 16 février 1887),
- 5 mai : Anna Ostroumova-Lebedeva, graveuse, peintre et graphiste russe puis soviétique (° 17 mai 1871),
- 23 mai : Auguste Chabaud, peintre et sculpteur français (° 3 octobre 1882),
- 29 mai :
  - Giovanni Battista Ciolina, peintre italien (° 15 mai 1870),
  - Pierre Lissac, peintre, illustrateur et graveur sur bois français (° 19 mars 1878),
- 1er juin : Antonio Dattilo Rubbo, peintre et professeur d'art italien puis australien (° 21 juin 1870),
- 3 juin : Kōshirō Onchi, peintre et photographe japonais (° 2 juillet 1891),
- 12 juin :
  - Léo Nardus, peintre impressionniste néerlandais, marchand d'art, collectionneur et financier d'origine juive (° 5 mai 1868),
  - Claude Rameau, peintre et dessinateur français (° 11 mars 1876),
- 16 juin : Ozias Leduc, peintre québécois (° 8 octobre 1864),
- 24 juillet : Edmond Ceria, peintre et illustrateur français (° 26 janvier 1884),
- 30 juillet : Willy Pogány, illustrateur, peintre et décorateur hongrois (° 24 août 1882),
- 10 août : Wilhelmina Geddes, vitrailliste irlandaise (° 25 mai 1887),
- 17 août : Fernand Léger, peintre français (° 4 février 1881),
- 22 août : Marcel-Louis Charpaux, peintre français (° 7 octobre 1890),
- 25 août : Rakuten Kitazawa, mangaka et peintre japonais de l'école nihonga (° 20 juillet 1876),
- 29 août : Pierre Dolley, peintre et directeur de la photographie français (° 28 janvier 1877),
- 31 août : Willi Baumeister, peintre et typographe allemand (° 22 janvier 1889),
- 4 septembre : René Péan, peintre français (° 1er juillet 1875),
- 5 septembre : Jean Baldoui, peintre français (° 24 juillet 1890),
- 20 septembre : Jacques Laplace, peintre français (° 4 septembre 1890),
- 21 septembre : Henri Mirande, illustrateur et peintre français (° 25 mars 1877),
- 23 septembre : Albert Muret, peintre suisse (° 1er juin 1874),
- 2 octobre : Gustave Moïse, peintre français (° 25 octobre 1879),
- 23 octobre : Lucien Pénat, peintre et graveur français (° 1er décembre 1873),
- 5 novembre :
  - Charley Toorop, peintre néerlandaise (° 24 mars 1891),
  - Maurice Utrillo, peintre français (° 26 décembre 1883),
- 12 novembre : Otto Nückel, peintre, graphiste, illustrateur et caricaturiste allemand (° 6 septembre 1888),
- 13 novembre : Édouard Richard, peintre français (° 16 novembre 1883),
- 19 novembre : Anselmo Bucci, peintre, graveur et écrivain italien (° 25 mai 1887),
- 3 décembre : María Izquierdo, peintre mexicaine (° 30 octobre 1902),
- 6 décembre : Auguste Roubille, peintre, dessinateur, affichiste, décorateur et caricaturiste français (° 15 décembre 1872),
- 14 décembre : Sōtarō Yasui, peintre japonais (° 17 mai 1888),
- 19 décembre : Alexandre Lioubimov, peintre russe puis soviétique (° 25 février 1879),
- 23 décembre : Jeanne Lauvernay-Petitjean, peintre française (° 26 janvier 1875),
- ? :
  - Eva McKee artiste et designer irlandaise (° 28 juillet 1890),
  - Gabriel Chanteau, peintre français (° 13 mai 1874),
  - Jacqueline Comerre-Paton, peintre française (° 1er mai 1859),
  - Florent, peintre français d'art brut (° 1883),
  - Mérovak , peintre français (° 14 juillet 1874),
  - Gustave Moïse, peintre français (° 1879),
- Vers 1955 :
- Arsène Herbinier, peintre, dessinateur et lithographe français (° 14 mai 1869).